# Sử Bành Nguyên
Sử Bành Nguyên (tiếng Trung: 史彭元; bính âm: shǐ péng yuán) là một nam diễn viên Trung Quốc, được biết đến nhiều nhất với các vai diễn trong những sê-ri phim truyền hình Trung Quốc như Đi đến nơi có gió (Meet Yourself), Bốn mùa đằng đẵng (The Long Season), v.v. hay những bộ phim điện ảnh như Điều 20 (Article 20) hay Độc hành trên Mặt trăng (Moon Man), v.v.
Sử Bành Nguyên là người Mãn Châu, tên tiếng Mãn Châu của anh là Aisin-Gioro Yongxin (tiếng Trung: 爱新觉罗·永新; bính âm: ài xīn jué luó·yǒng xīn) hay Ái Tân Giác La Vĩnh Tân. Sử Bành Nguyên được cho là hậu duệ của dòng tộc Ái Tân Giác La.

## Tiểu sử
Từ nhỏ, Sử Bành Nguyên đã tỏ ra yêu thích các môn biểu diễn sân khấu. Anh được gia đình cho theo học các bộ môn như múa, võ, vẽ và thư pháp.
Năm 2013, Sử Bành Nguyên bắt đầu sự nghiệp diễn xuất của mình với một vai trong bộ phim Nhất sinh nhất thế (But Always). Kể từ đó, anh xuất hiện trong nhiều bộ phim khác nhau, và giành được sự chú ý của công chúng kể từ những năm 2022-2023.

## Danh sách tác phẩm

### Điện ảnh
| Năm  | Tiêu đề                                              | Vai diễn                  | Chú thích                  |
| ---- | ---------------------------------------------------- | ------------------------- | -------------------------- |
| 2014 | Nhất sinh nhất thế (But Always)                      | Triệu Vĩnh Viễn (lúc nhỏ) |                            |
| 2020 | Thục Trinh (Shuzhen)                                 | Tề Mã                     | Phim ngắn của Trần Khải Ca |
| 2021 | 1921                                                 | Thẩm Trạch Dân            |                            |
| 2021 | Trường Tân Hồ (The Battle at Lake Changjin)          | Truơng Tiểu Sơn           |                            |
| 2023 | Tuyệt địa truy kích (Raid on the Lethal Zone)        | Lưu Xuân Sinh             |                            |
| 2023 | Lồng bát giác (Never Say Never)                      | Tô Mộc (thiếu niên)       |                            |
| 2023 | Không phải đêm nay (Not Tonight)                     | N/A                       |                            |
| 2024 | Điều 20 (Article 20)                                 | Trương Khoa               |                            |
| 2024 | Bắt bé con (Successor)                               | Mã Kế Nghiệp (trung học)  | Tên cũ: Kế hoạch kế nghiệp |
| N/A  | Nhất đao thiên đường (Heaven and Hell)               | Lãng Tiểu Thiên           | Vai chính, đang sản xuất   |
| N/A  | Đi xem biển lớn (All the Things Belong to the River) | N/A                       | Vai chính, đang sản xuất   |

### Phim truyền hình
| Năm  | Tiêu đề                                                 | Vai diễn     | Chú thích               |
| ---- | ------------------------------------------------------- | ------------ | ----------------------- |
| 2015 | Lăn đi, Tiểu Minh (Roll Over Ming)                      | Tiểu Minh    | Phim web                |
| 2020 | Góc khuất (The Bad Kids)                                | Nghiêm Lương | Phim web                |
| 2021 | Mặc Tiểu Mặc lịch hiểm kí (The Adventures of Mo Xiaomo) | Mộ Khắc      | Phim web                |
| 2023 | Đi đến nơi có gió (Meet Yourself)                       | Tạ Hiểu Hạ   |                         |
| 2023 | Bốn mùa đằng đẵng (The Long Season)                     | Vương Bắc    | Phim web                |
| N/A  | Tá mệnh nhi sinh (Borrowing Life)                       | Diêu Bân Bân | Phim web                |
| N/A  | Mê cung bóng cây (Tree Shadow Maze)                     | N/A          | Phim web, đang sản xuất |
| N/A  | Liệp báo (Cheetah)                                      | N/A          | Phim web, đang sản xuất |

## Giải thưởng
| Năm  | Danh hiệu                     | Giải thưởng                | Chú thích |
| ---- | ----------------------------- | -------------------------- | --------- |
| 2021 | iQiyi Scream Night            | Nam diễn viên triển vọng   |           |
| 2023 | Weibo Movie Night             | Nam diễn viên xuất sắc     |           |
| 2024 | Film Channel Media Awards XXI | Nam diễn viên trẻ xuất sắc |           |